# Division 1 1967-1968
La Division 1 1967-1968 è stata la 30ª edizione della massima serie del campionato francese di calcio, disputato tra il 17 agosto 1967 e il 5 luglio 1968 e concluso con la vittoria del Saint-Étienne, al suo quarto titolo.
Capocannoniere del torneo è stato Étienne Sansonetti (Ajaccio) con 26 reti.

## Stagione

### Novità
Per consentire la diminuzione del lotto delle partecipanti a 18 squadre previsto per la stagione successiva, la zona retrocessione fu portata a cinque posizioni: le ultime tre sarebbero scese direttamente in Division 2, le due squadre a ridosso avrebbero disputato i playoff interdivisionali, le cui meccaniche di svolgimento rimasero invariate.
In seguito ad un sopravvenuto fallimento, il Tolosa confluì nel Red Star. Il club di Parigi, originariamente iscritto in seconda divisione, ereditò dal Tolosa i diritti a partecipare alla massima serie, acquisiti al termine della stagione precedente.

### Avvenimenti
Mantenendo l'imbattibilità nei primi sette turni, il Nizza andò solo in testa alla terza giornata, rimanendo al comando per tre gare, fin quando non fu raggiunto dal Saint-Étienne. Vincendo nello scontro diretto dell'ottavo turno, i Verts presero definitivamente il comando della classifica: inizialmente tallonati dal Nizza, dalla quindicesima giornata piazzarono un primo allungo, concludendo il girone di andata con sei punti di vantaggio sul Bordeaux secondo. Nel girone di ritorno i Verts aumentarono ulteriormente il proprio vantaggio sulle inseguitrici: grazie a un vantaggio di dieci punti sul Nizza, il Saint-Étienne poté confermarsi campione di Francia con quattro gare di anticipo.
All'ultima giornata il Lens perse contro un Saint-Étienne ormai privo di obiettivi da raggiungere, lasciando il via libera alle altre concorrenti e facendosi agganciare dallo Strasburgo e dall'Angers, quest'ultimo condannato alla retrocessione diretta da una peggiore differenza reti.. Negli spareggi che seguirono lo Strasburgo giunse secondo salvandosi, mentre il Lens ottenne un solo punto, accompagnando nella discesa in seconda divisione anche il Lilla e l'Pays d'Aix, retrocesse sul campo con diversi turni di anticipo.

## Classifica finale
|  | Pos. | Squadra             | Pt | G  | V  | N  | P  | GF | GS | DR  |
|  | ---- | ------------------- | -- | -- | -- | -- | -- | -- | -- | --- |
|  | 1.   | Saint-Étienne       | 57 | 38 | 24 | 9  | 5  | 78 | 30 | +48 |
|  | 2.   | Nizza               | 46 | 38 | 18 | 10 | 10 | 49 | 41 | +8  |
|  | 3.   | Sochaux             | 43 | 38 | 16 | 11 | 11 | 48 | 39 | +9  |
|  | 4.   | Olympique Marsiglia | 43 | 38 | 17 | 9  | 12 | 49 | 46 | +3  |
|  | 5.   | Valenciennes        | 42 | 38 | 17 | 8  | 13 | 42 | 34 | +8  |
|  | 6.   | Metz                | 42 | 38 | 15 | 12 | 11 | 49 | 44 | +5  |
|  | 7.   | Nantes              | 41 | 38 | 15 | 11 | 12 | 55 | 50 | +5  |
|  | 8.   | Bordeaux            | 40 | 38 | 18 | 4  | 16 | 57 | 44 | +13 |
|  | 9.   | Ajaccio             | 39 | 38 | 16 | 7  | 15 | 59 | 59 | 0   |
|  | 10.  | Sedan               | 38 | 38 | 15 | 8  | 15 | 56 | 47 | +9  |
|  | 11.  | Monaco              | 37 | 38 | 15 | 7  | 16 | 45 | 48 | -3  |
|  | 12.  | Olympique Lione     | 36 | 38 | 12 | 12 | 14 | 53 | 51 | +2  |
|  | 13.  | Red Star            | 36 | 38 | 12 | 12 | 14 | 44 | 43 | +1  |
|  | 14.  | Rennes              | 36 | 38 | 13 | 10 | 15 | 49 | 57 | -8  |
|  | 15.  | Rouen               | 35 | 38 | 15 | 5  | 18 | 48 | 51 | -3  |
|  | 16.  | Strasburgo          | 34 | 38 | 13 | 8  | 17 | 34 | 40 | -6  |
|  | 17.  | Lens                | 34 | 38 | 13 | 8  | 17 | 48 | 61 | -13 |
|  | 18.  | Angers              | 34 | 38 | 12 | 10 | 16 | 56 | 70 | -14 |
|  | 19.  | Lilla               | 27 | 38 | 9  | 9  | 20 | 35 | 52 | -17 |
|  | 20.  | Aix                 | 20 | 38 | 6  | 8  | 24 | 48 | 95 | -47 |

Legenda:
      Campione di Francia e ammessa alla Coppa dei Campioni 1968-1969.
      Ammesse alla Coppa delle Coppe 1968-1969.
      Ammesse alla Coppa delle Fiere 1968-1969
  Partecipa allo spareggio promozione-retrocessione.
      Retrocesse in Division 2 1968-1969.
Note:
Due punti a vittoria, uno a pareggio, zero a sconfitta.
In caso di arrivo di due o più squadre a pari punti, la graduatoria verrà stilata secondo la classifica avulsa tra le squadre interessate che prevede, in ordine, i seguenti criteri:
- Differenza reti generale.

### Squadra campione
| Formazione tipo | Giocatori (presenze)   |
| --- | ---------------------- |
| Carnus Durković Herbin Polny Bosquier Mitoraj Jacquet Bereta Mekloufi Fefeu Revelli                                                                                  | Georges Carnus (38)    |
| Carnus Durković Herbin Polny Bosquier Mitoraj Jacquet Bereta Mekloufi Fefeu Revelli                                                                                  | Georges Polny (36)     |
| Carnus Durković Herbin Polny Bosquier Mitoraj Jacquet Bereta Mekloufi Fefeu Revelli                                                                                  | Vladimir Durković (34) |
| Carnus Durković Herbin Polny Bosquier Mitoraj Jacquet Bereta Mekloufi Fefeu Revelli                                                                                  | Robert Herbin (20)     |
| Carnus Durković Herbin Polny Bosquier Mitoraj Jacquet Bereta Mekloufi Fefeu Revelli                                                                                  | Bernard Bosquier (36)  |
| Carnus Durković Herbin Polny Bosquier Mitoraj Jacquet Bereta Mekloufi Fefeu Revelli                                                                                  | Aimé Jacquet (35)      |
| Carnus Durković Herbin Polny Bosquier Mitoraj Jacquet Bereta Mekloufi Fefeu Revelli                                                                                  | Roland Mitoraj (37)    |
| Carnus Durković Herbin Polny Bosquier Mitoraj Jacquet Bereta Mekloufi Fefeu Revelli                                                                                  | Georges Bereta (36)    |
| Carnus Durković Herbin Polny Bosquier Mitoraj Jacquet Bereta Mekloufi Fefeu Revelli                                                                                  | Rachid Mekloufi (30)   |
| Carnus Durković Herbin Polny Bosquier Mitoraj Jacquet Bereta Mekloufi Fefeu Revelli                                                                                  | Hervé Revelli (32)     |
| Carnus Durković Herbin Polny Bosquier Mitoraj Jacquet Bereta Mekloufi Fefeu Revelli                                                                                  | André Fefeu (27)       |
| Altri giocatori: Jean-Michel Larqué (21), Salif Keïta (18), Frédéric N'Doumb (11), Francis Camerini (8), José Pelletier (2), Gérard Farison (2), Patrick Parizon (1) |                        |

## Spareggi

### Spareggio promozione-retrocessione
Le squadre classificatesi al 16º e al 17º posto incontrano la 2ª e la 3ª classificata di Division 2 1967-1968, affrontandosi in un girone all'italiana. Le prime due classificate ottengono la salvezza se iscritte in Division 1 o avanzano di categoria se partecipanti alla seconda divisione. Le ultime due sono retrocesse se militano in Division 1 o non sono promosse se iscritte in seconda serie.
|  | Pos. | Squadra     | Pt | G | V | N | P | GF | GS | DR |
|  | ---- | ----------- | -- | - | - | - | - | -- | -- | -- |
|  | 1.   | Strasburgo  | 5  | 4 | 2 | 1 | 1 | 5  | 3  | +2 |
|  | 2.   | Nîmes       | 5  | 4 | 2 | 1 | 1 | 4  | 4  | 0  |
|  | 3.   | Stade Reims | 5  | 4 | 2 | 1 | 1 | 8  | 6  | +2 |
|  | 4.   | Lens        | 1  | 4 | 0 | 1 | 3 | 5  | 9  | -4 |

Legenda:
      Promosso in Division 1 1968-1969.
      Retrocesso in Division 2 1968-1969.
Note:
Due punti a vittoria, uno a pareggio, zero a sconfitta.

#### Risultati
|             | Risultati |             | Luogo e data   |
| ----------- | --------- | ----------- | -------------- |
| Nîmes       | 0-0       | Strasburgo  | 9 luglio 1968  |
| Stade Reims | 2-2       | Lens        | 9 luglio 1968  |
|             |           |             |                |
| Lens        | 0-1       | Nîmes       | 12 luglio 1968 |
| Strasburgo  | 2-1       | Stade Reims | 12 luglio 1968 |
|             |           |             |                |
| Nîmes       | 3-1       | Lens        | 16 luglio 1968 |
| Stade Reims | 2-0       | Strasburgo  | 16 luglio 1968 |
|             |           |             |                |
| Lens        | 2-3       | Stade Reims | 19 luglio 1968 |
| Strasburgo  | 3-0       | Nîmes       | 19 luglio 1968 |
|             |           |             |                |

## Statistiche

### Capoliste solitarie
|    | —— | ——    | ——    | ——    | ——    | —— | ——            | ——            | ——            | ——            | ——            | ——            | ——            | ——            | ——            | ——            | ——            | ——            | ——            | ——            | ——            | ——            | ——            | ——            | ——            | ——            | ——            | ——            | ——            | ——            | ——            | ——            | ——            | ——            | ——            | ——            | ——            | —— |  |
|    |    | Nizza | Nizza | Nizza | Nizza |    | Saint-Étienne | Saint-Étienne | Saint-Étienne | Saint-Étienne | Saint-Étienne | Saint-Étienne | Saint-Étienne | Saint-Étienne | Saint-Étienne | Saint-Étienne | Saint-Étienne | Saint-Étienne | Saint-Étienne | Saint-Étienne | Saint-Étienne | Saint-Étienne | Saint-Étienne | Saint-Étienne | Saint-Étienne | Saint-Étienne | Saint-Étienne | Saint-Étienne | Saint-Étienne | Saint-Étienne | Saint-Étienne | Saint-Étienne | Saint-Étienne | Saint-Étienne | Saint-Étienne | Saint-Étienne | Saint-Étienne |    |  |
|    |    |       |       |       |       |    |               |               |               |               |               |               |               |               |               |               |               |               |               |               |               |               |               |               |               |               |               |               |               |               |               |               |               |               |               |               |               |    |  |
|    |    |       |       |       |       |    |               |               |               |               |               |               |               |               |               |               |               |               |               |               |               |               |               |               |               |               |               |               |               |               |               |               |               |               |               |               |               |    |  |
| 1ª | 2ª | 3ª    | 4ª    | 5ª    | 6ª    | 7ª | 8ª            | 9ª            | 10ª           | 11ª           | 12ª           | 13ª           | 14ª           | 15ª           | 16ª           | 17ª           | 18ª           | 19ª           | 20ª           | 21ª           | 22ª           | 23ª           | 24ª           | 25ª           | 26ª           | 27ª           | 28ª           | 29ª           | 30ª           | 31ª           | 32ª           | 33ª           | 34ª           | 35ª           | 36ª           | 37ª           | 38ª           |    |  |

#### Primati stagionali
Squadre
- Maggior numero di vittorie: Saint-Étienne (24)
- Minor numero di sconfitte: Saint-Étienne (5)
- Migliore attacco: Saint-Étienne (78)
- Miglior difesa: Saint-Étienne (30)
- Miglior differenza reti: Saint-Étienne (+48)
- Maggior numero di pareggi: Metz, Olympique Lione, Red Star (13)
- Minor numero di pareggi: Bordeaux (4)
- Maggior numero di sconfitte: Aix (24)
- Minor numero di vittorie: Aix (6)
- Peggior attacco: Strasburgo (34)
- Peggior difesa': Aix (95)
- Peggior differenza reti: Aix (-47)

### Individuali

#### Classifica marcatori
| Gol | Rigori |  | Giocatore            | Squadra             |
| --- | ------ |  | -------------------- | ------------------- |
| 26  | 1      |  | Étienne Sansonetti   | Ajaccio             |
| 23  | 2      |  | Hervé Revelli        | Saint-Étienne       |
| 18  |        |  | Fleury Di Nallo      | Olympique Lione     |
| 18  |        |  | Joseph Yegba Maya    | Olympique Marsiglia |
| 17  |        |  | Lucien Cossou        | Aix                 |
| 16  | 2      |  | André Guy            | Olympique Lione     |
| 16  | 1      |  | Georges Lech         | Lens                |
| 16  |        |  | Johnny Léonard       | Metz                |
| 15  |        |  | Didier Couécou       | Bordeaux            |
| 15  | 2      |  | Guy Lassalette       | Sochaux             |
| 15  |        |  | Silvester Takač      | Rennes              |
| 14  |        |  | Philippe Levavasseur | Sedan               |
| 14  | 2      |  | Mohamed Salém        | Sedan               |
| 13  | 2      |  | José Farias          | Red Star            |

## Percorso dei club nelle coppe europee
| Club            | Competizione       | Risultato        | Ultimo avversario         |
| --------------- | ------------------ | ---------------- | ------------------------- |
| Saint-Étienne   | Coppa dei Campioni | Ottavi di finale | Benfica (0-2; 1-0)        |
| Olympique Lione | Coppa delle Coppe  | Quarti di finale | Amburgo (0-2; 2-0; 0-2)   |
| Bordeaux        | Coppa delle Fiere  | Secondo turno    | Atletic Bilbao (1-3; 0-1) |
| Nizza           | Coppa delle Fiere  | Primo turno      | Fiorentina (0-1; 0-4)     |